# Sovramonte
Sovramonte – miejscowość i gmina we Włoszech, w regionie Wenecja Euganejska, w prowincji Belluno.
Według danych na styczeń 2009 gminę zamieszkiwało 1571 osób przy gęstości zaludnienia 30,9 os./km².